# Palazzo Petrucci (Trepuzzi)
Il Palazzo Petrucci si trova a Trepuzzi, in provincia di Lecce.

## Storia
Edificato a partire dal XVI secolo, il palazzo è ubicato nel nucleo antico del paese, accanto alla chiesa Madre. Dal 1998 è stato riconosciuto di interesse particolarmente importante ai sensi della legge n. 1089 del 1/06/1939 sulla tutela delle cose di interesse storico ed artistico.

## Arte

### Esterno
L'edificio in carparo si articola in due corpi: l'uno più antico, adiacente al sagrato della chiesa, si sviluppa su due livelli, l'ultimo dei quali è incompleto, privo di copertura, ed ornato da decorazioni scultoree; l'altro corpo, quello alla destra del portale d'ingresso, è costituito da due piani che corrispondono in altezza al piano terreno del corpo di fabbrica di cui sopra. 
Sulla facciata principale si apre un portale bugnato con arco a tutto sesto, sormontato dallo stemma della famiglia Petrucci-Giugni e arricchito da mensole decorate con motivi naturalistici. Lo stemma, realizzato in carparo, è costituito da uno scudo in cima al quale sono raffigurati due elmi con cimiero, rivolti l'uno verso l'altro. Sul lato sinistro dello scudo è visibile un'aquila con la testa coronata ed una pietra tra gli artigli (a simboleggiare il nome della famiglia). Sul lato destro vi sono tre zampe di capra. 
Alla sinistra del portale d'ingresso si aprono una finestra e una porta-finestra sormontate da timpani mistilinei con volute. Al primo piano è presente una loggia con balaustra lapidea impostata su mensole scolpite.

### Interno
L'interno è caratterizzato da vari ambienti, tra i quali si distingue una stanza, facente parte del nucleo originario dell'edificio, coperta da volta a botte lunettata con peducci decorati e una porta sul cui architrave, in un cartiglio si legge: DOMVS FREQVENTATA DVLCESCIT / ET MALE CONTINVATA / TAEDIVM PARIT / DE KEMPIS / 1601 ("La casa quando è frequentata diviene dolce e quando è abbandonata produce noia. Da Kempis, 1601").

#### Biblioteca
Il palazzo ospita la biblioteca privata della famiglia, nella quale si raccolgono, disposti all'interno di scaffali del XVIII secolo e in piccoli armadi a vetrata stile Ottocentesco, libri editi in un periodo compreso tra la seconda metà del XVI e l'inizio del XX secolo. Si tratta per lo più di opere di argomento giuridico-legislativo e storico-umanistico.